# Jessica van Eijs

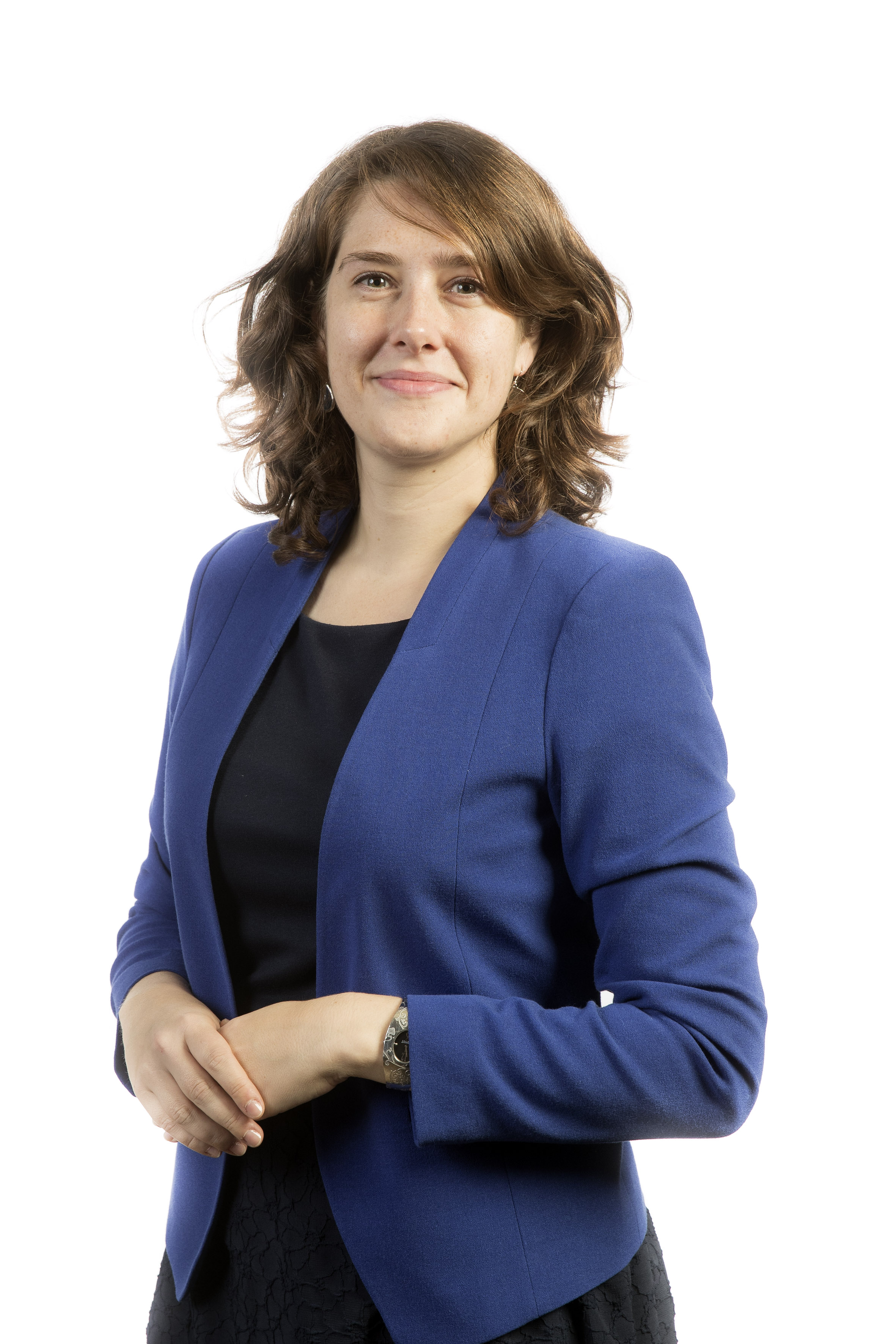
Jessica van Eijs.

Jessica Marie Catherine van Eijs (nascida em 8 de agosto de 1981 em Nijmegen) é uma política holandesa que actua como membro da Câmara dos Representantes desde 2017. Ela é membro dos democratas 66 (D66).
Em 2012, tornou-se membro do conselho municipal de Eindhoven, cargo que deixou nas eleições gerais de 2017. Van Eijs é uma defensora dos esforços para que a linguagem gestual holandesa receba o reconhecimento oficial como uma língua minoritária. Ela própria com deficiência auditiva, tem uma compreensão pessoal das necessidades da comunidade surda.